# George Lyon
George Seymour Lyon (Richmond, Ontario, 27 de juliol de 1858 - Toronto, 11 de maig de 1938) va ser un jugador de golf canadenc, or olímpic als Jocs de 1904, vuit vegades vencedor del Campionat Amateur del Canadà, i membre del Canada's Sports Hall of Fame.
Abans de dedicar-se a jugar al golf va practicar el cricket, on, com a batedor va representar el Canadà en vuit ocasions.
Fins als 38 anys no començà a jugar al golf, però això no va impedir que destaqués de manera notable en aquest esport. El 1904 va prendre part en els Jocs Olímpics de Saint Louis, on guanyà la medalla d'or en la individual del programa de golf.
Entre 1898 i 1914 guanyà en vuit ocasions el Campionat Amateur del Canadà i entre 1918 i 1930 en deu ocasions el Campionat de la Canadian Seniors Golf Association. El 1906 va perdre la final de l'U.S. Open Amateur. El 1908 es traslladà a Londres per defensar el seu títol olímpic, però a darrera hora el torneig de golf fou suspès per la incapacitat d'anglesos i escocesos en posar-se d'acord en el format que havia de tenir.
Morí el 1938 a Toronto. El 1955 fou inclòs al Canada's Sports Hall of Fame i el 1971 al Canadian Golf Hall of Fame.